# ГАЗ-ГЛ-1
ГАЗ-ГЛ-1 — перший радянський гоночний автомобіль заводського збирання, випускали на Горьківському автомобільному заводі ймовірно не більш як у двох примірниках. Розробили 1939 року на базі серійного автомобіля ГАЗ-М1.

## Історія

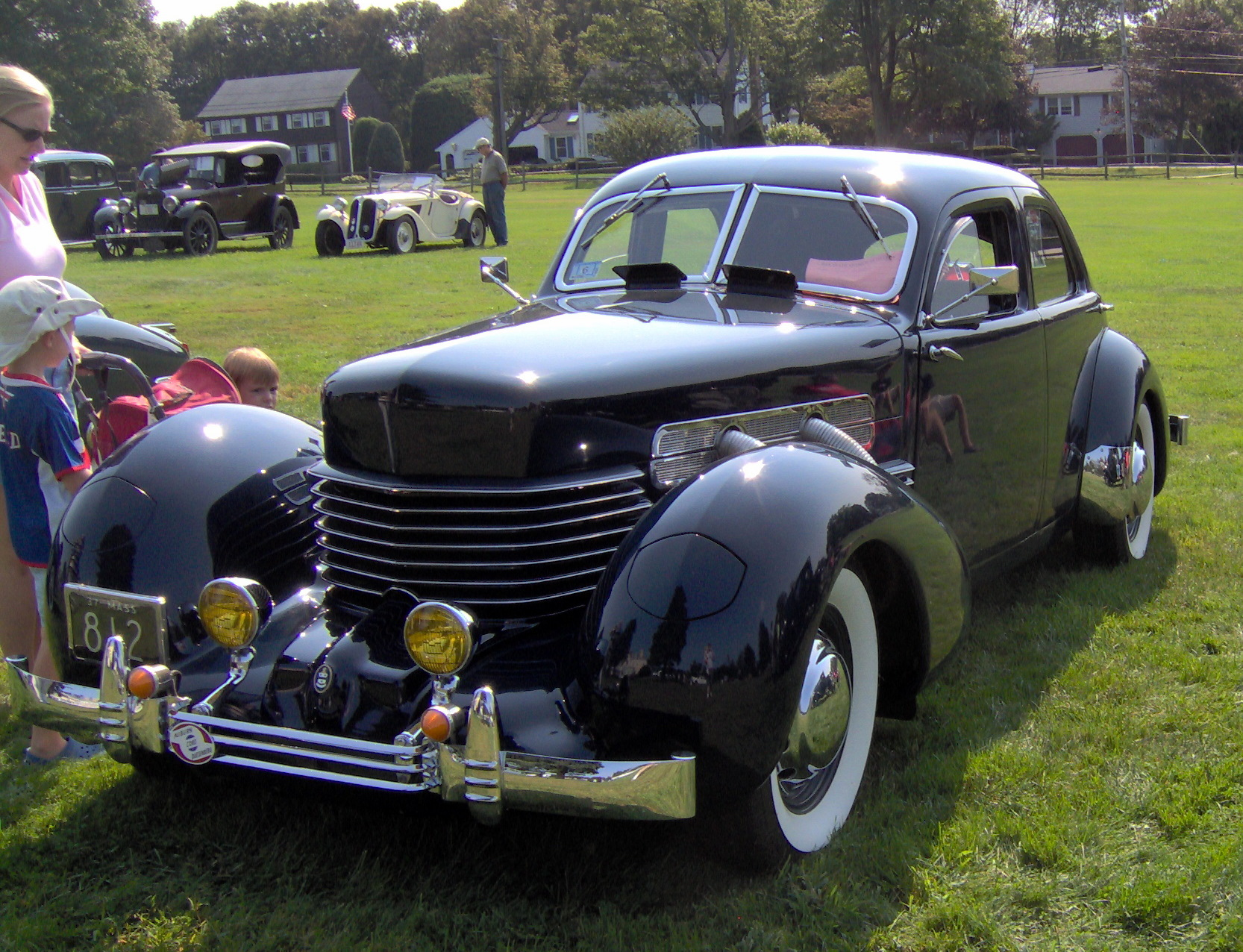
Cord-812

На змаганнях 1938 Герой Радянського Союзу льотчик Михайло Громов на отриманому в подарунок (після безпосадкового перельоту Москва — Північний полюс — Сан-Джансито) серійному передньоприводному автомобілі «Cord-812» розвинув швидкість 141,565 км/год. Це досягнення було близьке до тодішнього рекорду СРСР.
Рішенням партії на Горьковському автомобільному заводі створили групу під керівництвом Євгенія Агітова. З причини відсутності яких-небудь інших серійних автомобілів Горьковського автозаводу, проектування першого радянського гоночного автомобіля почалось на базі серійної «Емки» ГАЗ-М1.

### Перший випуск

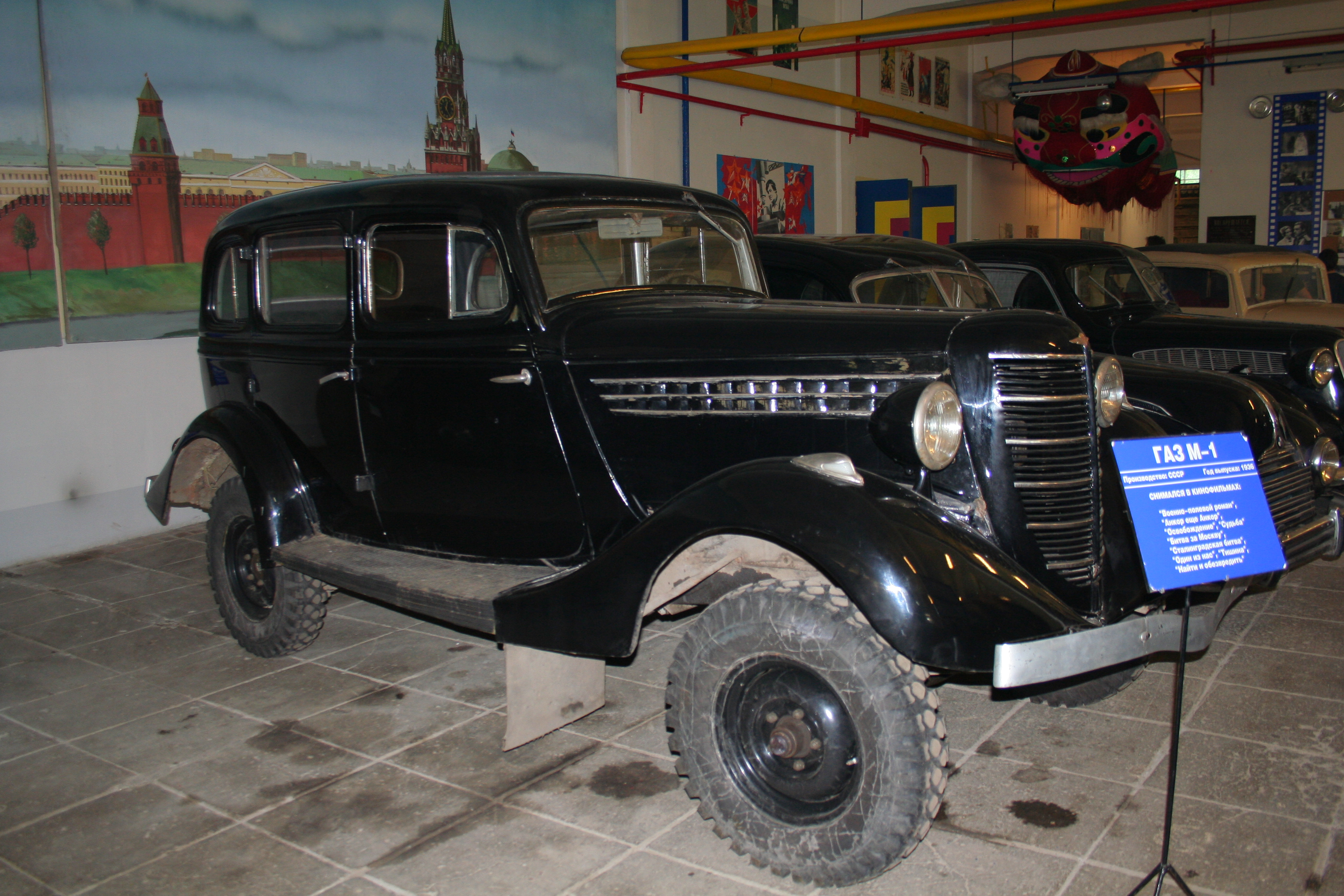
ГАЗ-М1

Перший примірник побудували у 1938 році. Новий проект отримав назву «Гоночна Ліпгарта», на честь головного конструктора Горьковського автомобільного заводу Андрея Ліпгарта. На стандартній рамі ГАЗ-М-1 встановили обтічний 2-місний кузов, частину деталей позичили у серійної машини. Загальна маса гоночного автомобіля виявилась значно нижчою. Серійний двигун піддали форсуванню: збільшили діаметр клапанів, застосували нову головку блоку циліндрів, потужність двигуна збільшилась з 50 к.с. до 65 к.с.
Заводський випробовувач, Андрій Ніколаєв, на першому заїзді в Києві (1938) досяг швидкості 143 км/год. У Москві він розігнав машину до 147 км/год.

### Другий випуск
У 1940 побудували автомобіль ГАЗ-ГЛ-1 другої модифікації. За його основу взяли потужніший автомобіль ГАЗ-11-73. Його 6-циліндровий двигун з робочим об'ємом 3,4 літри також піддали форсуванню, було встановлено два карбюратори, завдяки чому потужність агрегату збільшилась до 100 к.с. Змінився зовнішній вигляд машини в порівнянні з варіантом 1938 року: з'явилась обтічна кабіна, змінили облицювання радіатору. На гоночному автомобілі ГАЗ-ГЛ-1 другої модифікації Аркадій Ніколаєв 22 вересня 1940 встановив абсолютний всесоюзний рекорд швидкості: 161,87 км/год.

### Спроба третього випуску
1941 планувалось провести роботу над третім поколінням гоночного автомобіля, але почалась Німецько-радянська війна, і роботи припинили. Усі автомобілі ГАЗ-ГЛ-1 виявились втраченими. Аркадій Ніколаєв більше не повернувся в автоспорт і став працювати за основною спеціальністю (авіаційний технік). Конструктор машини Є. Агітов під час війни заподіяв собі смерть.

### Сучасна реконструкція
У 1970 радянський художник Олександр Захаров на основі наявних архівних світлин відтворив зовнішній вигляд автомобіля, малюнок оприлюднили у часописі «Техніка — молоді». 2006 року фірма «Кузовная мануфактура Александра Бушуева» почала відтворення автомобіля, при чому у створенні реплікара застосовувались також деталі від старих ГАЗ-М1. У 2010 році автомобіль був готовий і наразі міститься в експозиції музею ретро автомобілів на Рогозському Валу у Москві.

## Порівняння
| Назва                          | Рік  | Потужність (к.с.) | Швидкість (км/год) |
| ------------------------------ | ---- | ----------------- | ------------------ |
| ГАЗ-ГЛ-1                       | 1939 | 100               | 161,87             |
| Mercedes-Benz W125             | 1937 | 545               | більше 300         |
| Mercedes-Benz W125 Rekordwagen | 1938 | 725               | 432.7              |